# Purific
Purific é uma empresa brasileira fundada em 1998 na cidade de Maringá, no estado do Paraná, que fabrica e vende purificadores de água.
Tendo mais de três milhões de consumidores no Brasil e dez mil representantes comerciais, a Purific é a maior de seu segmento na América Latina. Em outubro de 2009, a empresa fechou convênio com a Pastoral da Criança.